# Bugatti Tipo 57 Coupé Aérolithe
La Bugatti Tipo 57 Coupé Aérolithe era una concept car aerodinamica realizzata dalla Bugatti nel 1935 e andata perduta durante la seconda guerra mondiale.

## Il contesto

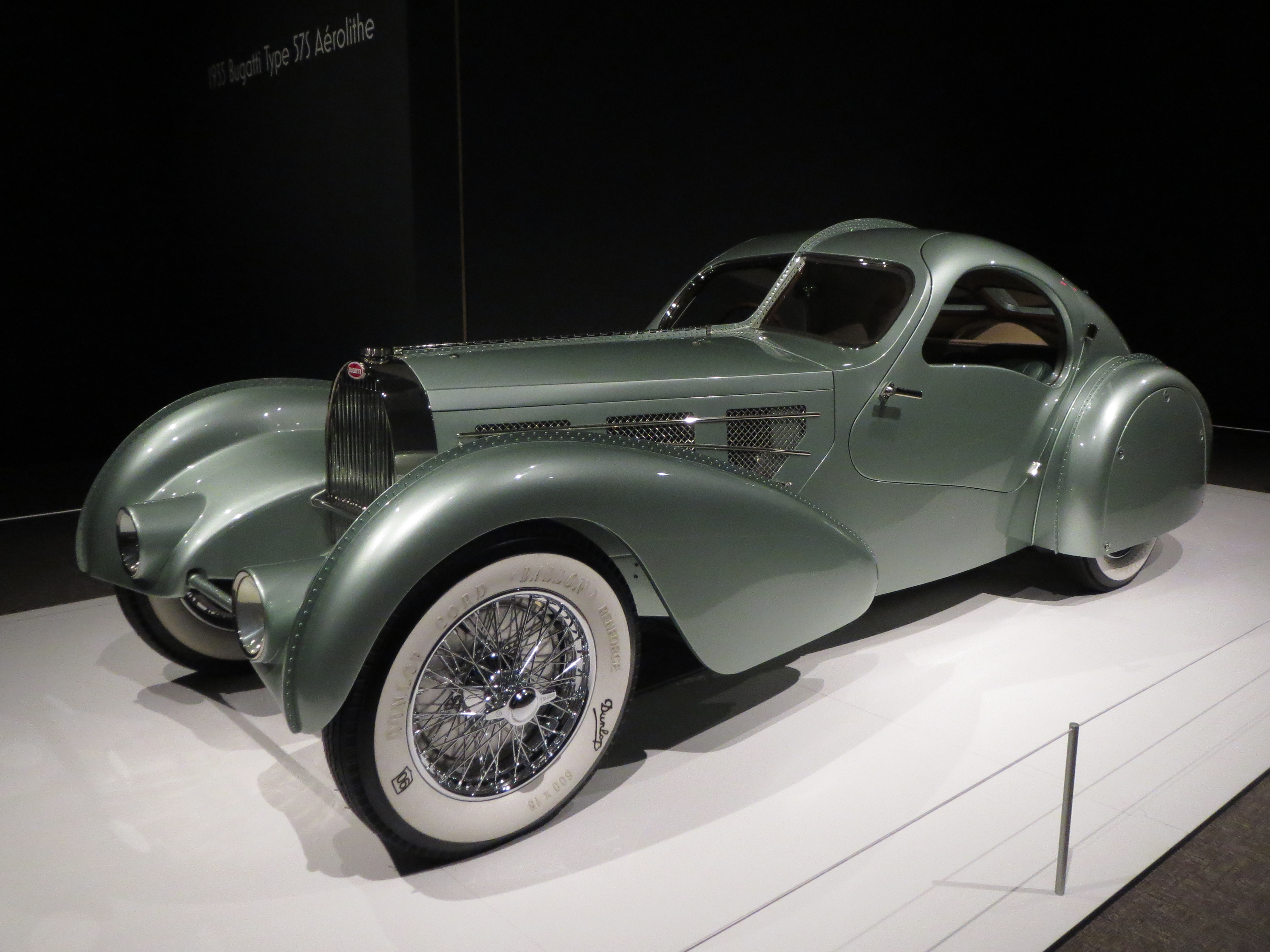
Replica della Aérolithe

Fu immaginata da Jean Bugatti come studio stilistico e aerodinamico per futuri modelli di produzione. Allo scopo venne utilizzata la meccanica di una normale Tipo 57, alleggerendone e accorciandone il telaio (n.57-331) e dotandolo di una carrozzeria in elektron; lega di alluminio e magnesio particolarmente leggera che conferiva alla vettura un'immagine tecnologica decisamente d'avanguardia.
Essendo l'elektron refrattario ai sistemi di saldatura conosciuti all'epoca, si provvide a costruire l'intera scocca e i singoli parafanghi in due semigusci, con bordi rialzati e ribattuti l'uno sull'altro, assemblati con 1.200 rivetti.
Presentata al Salone dell'automobile di Parigi dell'ottobre 1935, la vettura ottenne il voluto effetto di suscitare grande clamore nel pubblico e sulla stampa specializzata. Molti dei concetti aerodinamici e tecnici della Aérolithe vennero ripresi per la realizzazione dei modelli Atlantic e Atalante.
Il prototipo scomparve intorno al 1941, probabilmente dopo che l'esercito tedesco assunse la gestione della Bugatti per trasformarla in fabbrica per produzione bellica.
In seguito venne realizzata una replica, seguendo il più possibile il metodo di lavoro scelto da Jean Bugatti.